# ماكسيم روماشينكو
ماكسيم روماشينكو (بالبيلاروسية: Максім Рамашчанка) هو لاعب كرة قدم بيلاروسي معتزل، مثل منتخب بيلاروس لكرة القدم من عام 1998 إلى عام 2008 وخاض معه 64 مباراة وسجل 20 هدفاً.

## وصلات خارجية
- ماكسيم روماشينكو على موقع الاتحاد الأوربي (الإنجليزية)
- ماكسيم روماشينكو على موقع اتحاد تركيا (لاعب) (الإنجليزية)
- ماكسيم روماشينكو على موقع اتحاد أوكرانيا (الإنجليزية)
- ماكسيم روماشينكو على موقع قاعدة بيانات كرة القدم.إي يو (الإنجليزية)
- ماكسيم روماشينكو على موقع ناشيونال فوتبول تيمز (الإنجليزية)
- ماكسيم روماشينكو على موقع Soccerway.com (الإنجليزية)
- ماكسيم روماشينكو على موقع عالم كرة القدم.نت (الإنجليزية)